# Record Store Day
Record Store Day is een internationaal georganiseerde dag waarop wereldwijd de platenwinkels en platenlabels extra activiteiten organiseren om de branche te promoten. Jaarlijks doen zo'n 700 onafhankelijke platenwinkels in de Verenigde Staten mee, alsmede enkele honderden platenwinkels in de rest van de wereld.

## Ontstaan
Record Store Day werd voor het eerst georganiseerd in 2008 door Eric Leven, Michael Kurtz, Carrie Colliton, Amy Dorfman, Don Van Cleave en Brian Poehner. Na een kleine viering in het eerste jaar, groeide Record Store Day uit tot een wereldwijde feestdag, gevierd door zowel fans, artiesten als de platenindustrie. Dit kwam mede tot stand door steun van artiesten als Metallica, R.E.M., Tom Waits en Eagles of Death Metal. In winkels werden wereldwijd instoreconcerten, meet & greets, exposities en lezingen georganiseerd en er zijn jaarlijks speciaal voor deze dag diverse speciale cd's en vinylsingles uitgebracht.
In Nederland werd Record Store Day officieel voor het eerst gevierd in 2010 gevierd. Hier deden onder meer de winkels van Plato, Sounds en Velvet aan mee. 
Op 21 april 2012 deed Radio 1 live verslag van Record Store Day vanuit Leiden. Deze uitzending werd afgebroken in verband met de val van het kabinet-Rutte.

## Vinyl 33
Sinds 2 februari 2017 wordt de Vinyl 33 gepubliceerd, een wekelijkse hitlijst voor de werkelijke vinylverkopen in Nederland. Record Store Day Nederland wilde daarmee haar activiteiten verder uitbreiden, met de onafhankelijke platenzaak als middelpunt. De lijst wordt elke vrijdag uitgezonden op Pinguin Radio.

## Ambassadeurs

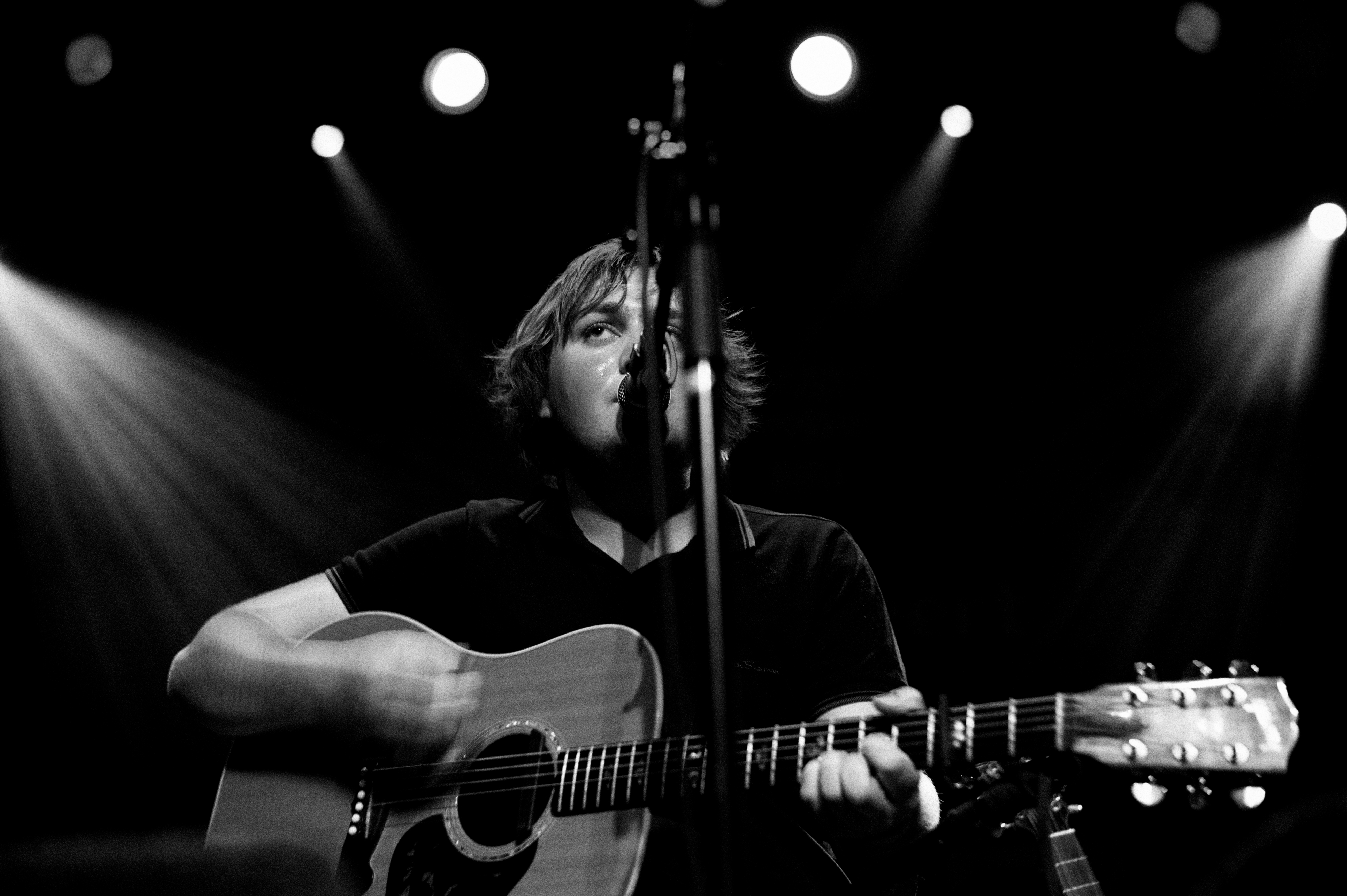
Tim Knol, Nederlands ambassadeur van 2011

### Officiële ambassadeurs
- 2009: Jesse Hughes
- 2010: Josh Homme
- 2011: Ozzy Osbourne
- 2012: Iggy Pop
- 2013: Jack White
- 2014: Chuck D
- 2015: Dave Grohl
- 2016: Metallica
- 2017: St. Vincent
- 2018: Run the Jewels
- 2019: Pearl Jam
- 2020: Brandi Carlile
- 2021: Fred Armisen
- 2022: Taylor Swift
- 2023: Jason Isbell & Amanda Shires
- 2024: Paramore & Kate Bush
- 2025: Post Malone & Sam Fender

### Nederlandse ambassadeurs
- 2010: Phil Tilli
- 2011: Tim Knol
- 2012: Blaudzun
- 2013: Triggerfinger
- 2014: Kensington
- 2015: Typhoon
- 2016: Eefje de Visser
- 2017: Jett Rebel
- 2018: Claw Boys Claw
- 2019: De Staat
- 2020: DeWolff
- 2021: Spinvis
- 2022: Floor Jansen
- 2023: Froukje Veenstra
- 2024: Within Temptation
- 2025: DI-RECT

### Belgische ambassadeurs
- 2019: Jimmy Dewit (DJ Bobby Ewing)
- 2020: Goose
- 2021: Arno
- 2022: Whispering Sons
- 2023: Compact Disk Dummies
- 2024: Sylvie Kreusch
- 2025: Pommelien Thijs